# George H. Gay Jr.
Pour les articles homonymes, voir Gay.
George Henry Gay Jr. (8 mars 1917 - 21 octobre 1994) est un aviateur de la marine américaine affecté à un escadron de bombardiers-torpilleurs durant la Seconde Guerre mondiale. Des trente hommes de son escadron, il est le seul survivant de la bataille de Midway,.

## Biographie

### Seconde Guerre mondiale
George Henry Gay Jr. est né le 8 mars 1917 à Waco, au Texas. Il a fréquenté les écoles d'Austin et de Houston avant de s'inscrire au Collège d'agriculture et de mécanique du Texas (aujourd'hui Université A&M du Texas).
Il s'est enrôlé dans la Garde nationale du Texas le 1er juillet 1935 avant de rejoindre la marine en 1941. Après avoir terminé son entraînement au pilotage et reçu sa commission en septembre 1941, l’enseigne Gay fut assignée à l’escadron Torpedo Eight (VT-8).

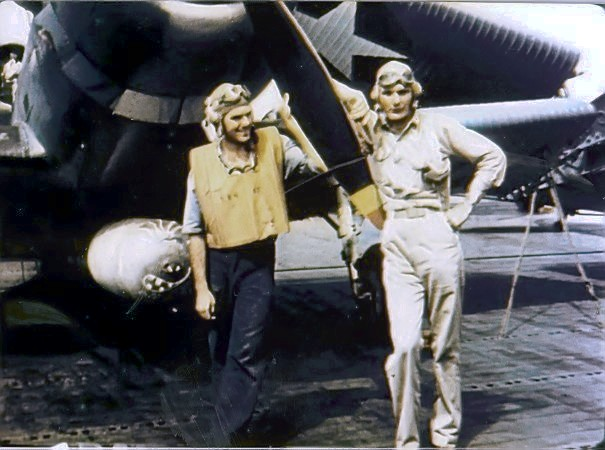
L'enseigne de vaisseau George Gay (à droite), seul survivant du VT-8, devant son avion TBD Devastator le 4 juin 1942.

Le 4 juin 1942, alors qu'il opérait depuis l'USS Hornet pendant la bataille de Midway, son escadron, sans chasseurs d'escorte, est anéanti par les chasseurs japonais qui abattent les quinze “Devastators” américains. Gay est le seul survivant des trente pilotes et radiotélégraphistes de cette attaque. Alors qu’il nageait après le crash de son avion, il aurait observé l’attaque des bombardiers en piqué américains contre les quatre porte-avions japonais.
Gay a été sauvé par un hydravion le lendemain. Après avoir récupéré de ses blessures, il a servi dans le 11e escadron de torpilleurs (VT-11) pendant la campagne de Guadalcanal, avant de devenir instructeur de vol. Également, il participa activement à des apparitions publiques en faveur de l'effort de guerre.

### Après-guerre
Après la fin de la Seconde Guerre mondiale, il est resté dans la réserve navale jusque dans les années 1950 et a été pilote chez Trans World Airlines pendant trente ans. Il donna souvent des conférences sur ses expériences à Midway et écrivit le livre Sole Survivor. En 1975, il fut consultant sur le tournage du film La Bataille de Midway, dans lequel Kevin Dobson jouait Gay.
Il a assisté à la cérémonie de retrait de service de l'USS Midway le 11 avril 1992.
En mai 1994, Gay a été nommé Georgia Aviation Hall of Fame (en).
Le 21 octobre 1994, Gay décède d'une crise cardiaque dans un hôpital de Marietta, en Géorgie. Son corps a été incinéré et ses cendres dispersées en mer dans l'océan Pacifique, où son escadron lança son attaque lors de la bataille de Midway cinquante-deux ans plus tôt.

## Décorations
Naval Aviator Badge (en)
|                                         | Navy Cross                                                      |
|                                         | Purple Heart                                                    |
|                                         | Air Medal                                                       |
|                                         | Combat Action Ribbon                                            |
|                                         | Navy Presidential Unit Citation                                 |
| Bronze star                             | American Defense Service Medal avec une service star            |
|                                         | American Campaign Medal                                         |
| Bronze star · Bronze star · Bronze star | Asiatic-Pacific Campaign Medal avec trois bronze campaign stars |
|                                         | World War II Victory Medal                                      |
|                                         | Armed Forces Reserve Medal                                      |

## Au cinéma
Son personnage est interprété par Brandon Sklenar dans le film Midway, réalisé par Roland Emmerich et sorti en 2019.